# Jack Lemmon
Jack Lemmon, nato John Uhler Lemmon III (Newton, 8 febbraio 1925 – Los Angeles, 27 giugno 2001), è stato un attore statunitense.
Nel corso della carriera vinse due Premi Oscar: per La nave matta di Mister Roberts (1956) e Salvate la tigre (1974), ottenendo complessivamente otto candidature. Vinse inoltre i maggiori premi di interpretazione nei principali festival europei: la Coppa Volpi al Festival di Venezia con Americani (1992), l'Orso d'argento per il miglior attore al Festival di Berlino per Tribute - Serata d'onore (1981) e il Prix d'interprétation al Festival di Cannes per Sindrome cinese (1979) e Missing - Scomparso (1982). È uno dei pochissimi attori (gli altri sono Marcello Mastroianni e Dean Stockwell) ad aver ottenuto in due diverse occasioni il Prix d'interprétation masculine al Festival di Cannes.
Assieme a Walter Matthau formò per anni un proficuo sodalizio artistico iniziato con Non per soldi... ma per denaro (1966), diretto da Billy Wilder, e proseguito con La strana coppia (1968), Prima pagina (1974), Buddy Buddy (1981) e in seguito con Due irresistibili brontoloni (1993), That's Amore - Due improbabili seduttori (1995), Gli impenitenti (1997) e La strana coppia II (1998). Inoltre i due apparvero, sebbene in scene diverse, nei film drammatici JFK - Un caso ancora aperto (1991) e Storie d'amore (1995). Nel 1971, Lemmon esordì alla regia con Vedovo aitante, bisognoso affetto offresi anche babysitter, con protagonista proprio Walter Matthau.

## Biografia
Di origini inglesi, gallesi, irlandesi e francesi, era figlio unico di Mildred Burgess Larue Noel e di John Uhler Lemmon Jr., agiato uomo d'affari della zona di Boston. Lemmon dal 1943 studiò "Scienze del servizio di guerra" all'Università di Harvard. Durante gli studi recitava in teatro in incognito, sotto vari pseudonimi, dato che ciò era proibito agli studenti. Interruppe gli studi per prestare servizio come alfiere su una portaerei impegnata nella Seconda guerra mondiale, laureandosi poi nel 1947.
Dopo gli studi, tra gli anni quaranta e i cinquanta, mosse i primi passi da attore e comparsa in televisione. Ebbe il primo importante ruolo cinematografico in La nave matta di Mister Roberts del 1955, con cui vinse anche il suo primo premio Oscar; infatti fu premiato come migliore attore non protagonista per l'interpretazione del pigro ed egoista ufficiale minore Frank Pulver. Diciott'anni dopo otterrà il secondo come attore protagonista per Salvate la tigre del 1974.
Lemmon divenne l'attore feticcio del regista Billy Wilder con cui girò sette film: A qualcuno piace caldo (1959), L'appartamento (1960), Irma la dolce (1963), Non per soldi... ma per denaro (1966), Che cosa è successo tra mio padre e tua madre? (1972), Prima pagina (1974) e Buddy Buddy (1981).

### Il sodalizio con Walter Matthau

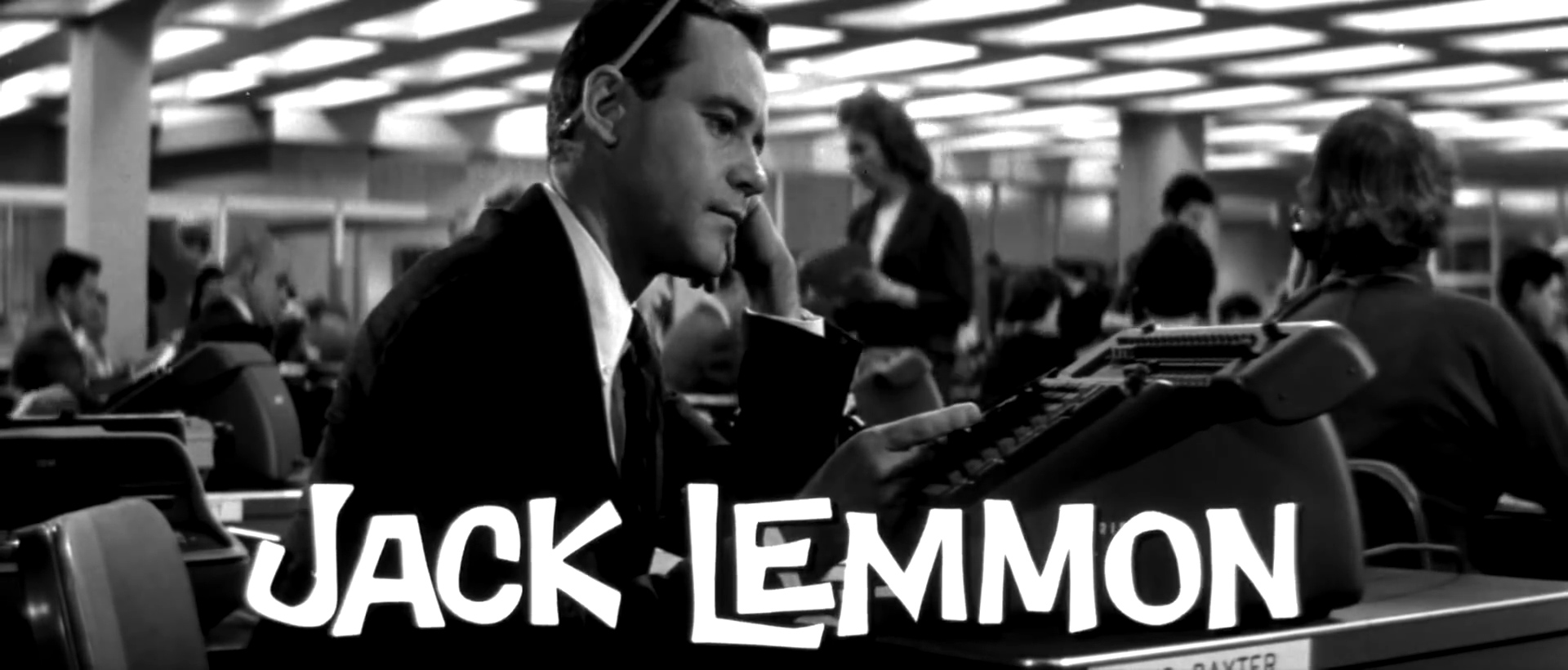
Jack Lemmon in L'appartamento (1960)

Assieme a Walter Matthau formò per anni un proficuo sodalizio artistico, iniziato con Non per soldi... ma per denaro (1966), diretto da Billy Wilder, e proseguito con diverse pellicole, di cui forse la più rappresentativa ed emblematica è La strana coppia (1968) che avrà trent'anni dopo un seguito con La strana coppia II (1998), rimasto il loro ultimo film insieme. In mezzo titoli come Prima pagina (1974) e Buddy Buddy (1981), sempre di Wilder, Due irresistibili brontoloni (1993), That's Amore - Due improbabili seduttori (1995) e Gli impenitenti (1997). Inoltre i due apparvero, sebbene in scene diverse, nei film drammatici JFK - Un caso ancora aperto (1991) e Storie d'amore (1995), e nella sua unica regia Lemmon diresse proprio Matthau in Vedovo aitante, bisognoso affetto offresi anche babysitter (1971).
Il figlio Chris recitò con lui in Airport '77 (1977), Così è la vita (1986) e Dad - Papà (1989). Nel 1996 partecipò al film Fuga dalla Casa Bianca. L'ultima apparizione di Lemmon sul grande schermo fu un cameo non accreditato nel film diretto da Robert Redford, La leggenda di Bagger Vance (2000). Nello stesso anno uscì il documentario Su Cukor, contenente immagini di repertorio di attori che ebbero a che fare con il regista George Cukor, ed oltre a Lemmon sono presenti anche Jean Simmons, Angela Lansbury, Mia Farrow e Shelley Winters.

### Morte
Il 27 giugno 2001 Lemmon morì a causa di un cancro alla vescica, all'età di 76 anni e fu sepolto al Westwood Village Memorial Park Cemetery di Westwood (Los Angeles), nello stesso cimitero in cui è stato tumulato anche l'amico e collega Walter Matthau, deceduto un anno prima.

## Vita privata
Lemmon si sposò due volte: prima dal 1950 al 1956 con l'attrice Cynthia Stone da cui ha avuto Chris; poi dal 1962 fino alla morte con l'attrice Felicia Farr da cui ha avuto la figlia Courtney Noelle (1966).

## Filmografia

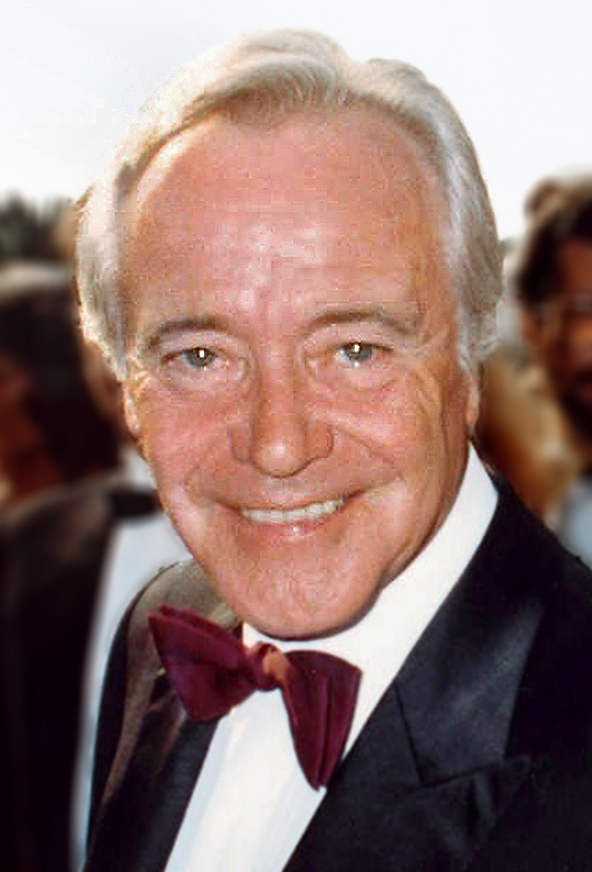
Jack Lemmon ai Premi Emmy 1988

### Attore

#### Cinema
- La ragazza del secolo (It Should Happen to You), regia di George Cukor (1954)
- Phffft... e l'amore si sgonfia (Phffft!), regia di Mark Robson (1954)
- Mia moglie preferisce suo marito (Three for the Show), regia di H.C. Potter (1955)
- La nave matta di Mister Roberts, regia di John Ford e Mervyn LeRoy (1955)
- Mia sorella Evelina (My Sister Eileen), regia di Richard Quine (1955)
- Autostop (You Can't Run Away from It), regia di Dick Powell (1956)
- Fuoco nella stiva (Fire Down Below), regia di Robert Parrish (1957)
- Off Limits - Proibito ai militari (Operation Mad Ball), regia di Richard Quine (1957)
- Cowboy, regia di Delmer Daves (1958)
- Una strega in paradiso (Bell Book and Candle), regia di Richard Quine (1958)
- A qualcuno piace caldo (Some Like It Hot), regia di Billy Wilder (1959)
- Attenti alle vedove (It Happened to Jane), regia di Richard Quine (1959)
- L'appartamento (The Apartment), regia di Billy Wilder (1960)
- Pepe, regia di George Sidney (1960)
- La nave più scassata dell'esercito (The Wackiest Ship in the Army), regia di Richard Murphy (1960)
- L'affittacamere (The Notorious Landlady), regia di Richard Quine (1962)
- I giorni del vino e delle rose (Days of Wine and Roses), regia di Blake Edwards (1962)
- Irma la dolce (Irma la Douce), regia di Billy Wilder (1963)
- Sotto l'albero yum yum (Under the Yum Yum Tree), regia di David Swift (1963)
- Scusa, me lo presti tuo marito? (Good Neighbor Sam), regia di David Swift (1964)
- Come uccidere vostra moglie (How to Murder Your Wife), regia di Richard Quine (1965)
- La grande corsa (The Great Race), regia di Blake Edwards (1965)
- Non per soldi... ma per denaro (The Fortune Cookie), regia di Billy Wilder (1966)
- Luv vuol dire amore? (Luv), regia di Clive Donner (1967)
- La strana coppia (The Odd Couple), regia di Gene Saks (1968)
- Sento che mi sta succedendo qualcosa (The April Fools), regia di Stuart Rosenberg (1969)
- Un provinciale a New York (The Out-of-Towners), regia di Arthur Hiller (1970)
- Vedovo aitante, bisognoso affetto offresi anche babysitter (Kotch), regia di Jack Lemmon (1971) - non accreditato
- Oggi sposi: sentite condoglianze (The War Between Men and Women), regia di Melville Shavelson (1972)
- Che cosa è successo tra mio padre e tua madre? (Avanti!), regia di Billy Wilder (1972)
- Salvate la tigre (Save the Tiger), regia di John G. Avildsen (1973)
- Prima pagina (The Front Page), regia di Billy Wilder (1974)
- Prigioniero della seconda strada (The Prisoner of Second Avenue), regia di Melvin Frank (1975)
- La zingara di Alex (Alex & the Gypsy), regia di John Korty (1976)
- Airport '77, regia di Jerry Jameson (1977)
- Sindrome cinese (The China Syndrome), regia di James Bridges (1979)
- Tribute - Serata d'onore (Tribute), regia di Bob Clark (1980)
- Buddy Buddy, regia di Billy Wilder (1981)
- Missing - Scomparso (Missing), regia di Costa-Gavras (1982)
- Mass Appeal, regia di Glenn Jordan (1984)
- Maccheroni, regia di Ettore Scola (1985)
- Così è la vita (That's Life!), regia di Blake Edwards (1986)
- Dad - Papà (Dad), regia di Gary David Goldberg (1989)
- JFK - Un caso ancora aperto (JFK), regia di Oliver Stone (1991)
- Americani (Glengarry Glen Ross), regia di James Foley (1992)
- America oggi (Short Cuts), regia di Robert Altman (1993)
- Due irresistibili brontoloni (Grumpy Old Men), regia di Donald Petrie (1993)
- Storie d'amore (The Grass Harp), regia di Charles Matthau (1995)
- That's Amore - Due improbabili seduttori (Grumpier Old Men), regia di Howard Deutch (1995)
- Matrimonio per colpa (Getting Away with Murder), regia di Harvey Miller (1996)
- Fuga dalla Casa Bianca (My Fellow Americans), regia di Peter Segal (1996)
- Hamlet, regia di Kenneth Branagh (1996)
- Gli impenitenti (Out to Sea), regia di Martha Coolidge (1997)
- La strana coppia II (The Odd Couple II), regia di Howard Deutch (1998)
- La leggenda di Bagger Vance (The Legend of Bagger Vance), regia di Robert Redford (2000)

#### Televisione
- I racconti del West (Dick Powell's Zane Grey Theater) – serie TV, episodio 1x14 (1957)
- Goodyear Theatre – serie TV, 4 episodi (1957-1958)
- Il grande Jack (The Entertainer), regia di Donald Wrye – film TV (1976)
- Lungo viaggio verso la notte (Long Day's Journey Into Night), regia di Jonathan Miller – film TV (1987)
- L'assassinio di Mary Phagan (The Murder of Mary Phagan), regia di William Hale – film TV (1988)
- Ricomincio da povero (For Richer, For Poorer), regia di Jay Sandrich – film TV (1992)
- A Life in the Theater, regia di Gregory Mosher – film TV (1993)
- A Weekend in the Country, regia di Martin Bergman – film TV (1996)
- La parola ai giurati (12 Angry Men), regia di William Friedkin – film TV (1997)
- La strada verso casa (The Long Way Home), regia di Glenn Jordan – film TV (1998)
- Ereditare il vento (Inherit the Wind), regia di Daniel Petrie – film TV (1999)
- I martedì da Morrie (Tuesdays with Morrie), regia di Mick Jackson – film TV (1999)

#### Cortometraggi
- There Comes a Day (1968)
- Wednesday, regia di Marvin Kupfer (1974)
- Puppies for Sale, regia di Ron Krauss (1998)

### Doppiatore
- Le voyage en baloon, regia di Albert Lamorisse (1960)
- I Simpson – serie TV, episodio 8x11 (1997)

## Riconoscimenti
Nominato ai Premi Oscar otto volte, ha vinto due volte. Ha ricevuto, inoltre, molti altri riconoscimenti, tra cui sei Golden Globes (contando il premio onorario Cecil B. DeMille), due Prix d'interprétation masculine, due Coppe Volpi, un Orso d'argento, tre BAFTA e due Premi Emmy. Nel 1988 gli è stato conferito il premio alla carriera dall'American Film Institute per il suo contributo al cinema americano.

## Doppiatori italiani
Nelle versioni in italiano dei suoi film Jack Lemmon è stato doppiato da:
- Giuseppe Rinaldi ne La ragazza del secolo, Phfft... e l'amore si sgonfia, Mia moglie preferisce suo marito, Fuoco nella stiva, Off Limits - Proibito ai militari, Cowboy, Una strega in paradiso, A qualcuno piace caldo, Attenti alle vedove, L'appartamento, La nave più scassata... dell'esercito, L'affittacamere, I giorni del vino e delle rose, Irma la dolce, Sotto l'albero yum yum, Scusa, me lo presti tuo marito?, Come uccidere vostra moglie, La grande corsa, Non per soldi... ma per denaro, Luv vuol dire amore?, La strana coppia, Sento che mi sta succedendo qualcosa, Un provinciale a New York, Oggi sposi: sentite condoglianze, Che cosa è successo tra mio padre e tua madre?, Salvate la tigre, Prima pagina, Prigioniero della seconda strada, Airport 77, Sindrome cinese, Tribute - Serata d'onore, Buddy Buddy, Missing - Scomparso, Maccheroni, Così è la vita, Dad - Papà, Americani, Ricomincio da povero, America oggi, Due irresistibili brontoloni, Storie d'amore, That's Amore - Due improbabili seduttori
- Stefano Sibaldi ne La nave matta di Mister Roberts, Mia sorella Evelina
- Cesare Barbetti in JFK - Un caso ancora aperto, La parola ai giurati
- Sergio Graziani in Matrimonio per colpa
- Antonio Guidi in Fuga dalla Casa Bianca
- Francesco Carnelutti in Hamlet
- Gianni Bonagura ne Gli impenitenti
- Luciano Melani ne La strana coppia II
- Emilio Cappuccio in Ereditare il vento
- Gianni Musy ne La leggenda di Bagger Vance
- Paolo Marchese in Su Cukor
- Pietro Biondi in Missing - Scomparso (ridoppiaggio)

Da doppiatore è sostituito da:
- Silvio Anselmo ne I Simpson